# Jesús Moliné Labarta
Jesús Moliné Labarte (Puebla de Alfindén, 29 de janeiro de 1939) é um clérigo espanhol e bispo emérito de Chiclayo.
Jesús Moliné Labarte foi ordenado sacerdote em 28 de março de 1965.
O Papa João Paulo II o nomeou Bispo Coadjutor de Chiclayo em 8 de fevereiro de 1997. O bispo de Chiclayo, Ignacio María de Orbegozo y Goicoechea, deu-lhe a consagração episcopal em 19 de março do mesmo ano; Os co-consagradores foram o Oscar Rolando Cantuarias Pastor, Arcebispo de Piura, e Fortunato Baldelli, Núncio Apostólico no Peru.
Após a morte de Ignacio María de Orbegozo y Goicoechea, ele o sucedeu como Bispo de Chiclayo em 4 de maio de 1998.
O Papa Francisco aceitou sua aposentadoria em 3 de novembro de 2014.